# Olympische Jugend-Sommerspiele 2014/Teilnehmer (Ghana)
| Gelbes Symbol für Goldmedaillen mit stilisierten Olympischen Ringen | Graues Symbol für Silbermedaillen mit stilisierten Olympischen Ringen | Braundes Symbol für Bronzemedaillen mit stilisierten Olympischen Ringen |
| ------------------------------------------------------------------- | --------------------------------------------------------------------- | ----------------------------------------------------------------------- |
| 1                                                                   | —                                                                     | —                                                                       |

Die Jugend-Olympiamannschaft aus Ghana für die II. Olympischen Jugend-Sommerspiele vom 16. bis 28. August 2014 in Nanjing (Volksrepublik China) bestand aus zehn Athleten.

## Athleten nach Sportarten

### Badminton
Jungen
- Abraham Ayittey
Einzel: DNS
Mixed: DNS (sollte antreten mit Ruthvika Shivani Gadde  Indien)

### Beachvolleyball
| Mädchen - Doris Douduwa Essel - Esther Essumang 31. Platz | Jungen - Philip Kwabena Amissah - Nicholas Tetteh 17. Platz |

### Gewichtheben
Mädchen
- Juliana Arkoh
Schwergewicht: 8. Platz

### Leichtathletik
| Mädchen - Martha Bissah 800 m: Gold 8 × 100 m Mixed: 26. Platz | Jungen - Precious Attipoe Dreisprung: 8. Platz |

### Schwimmen
| Mädchen - Ophelia Swayne 50 m Freistil: 37. Platz 50 m Schmetterling: 27. Platz | Jungen - Kwaku Addo 50 m Freistil: 38. Platz 50 m Schmetterling: 41. Platz |